# Казибеков, Вагаб Гаджиевич
Вага́б Гаджи́евич Казибе́ков (род. 22 ноября 1960, Рутул, Дагестанская АССР, РСФСР, СССР) — общественный и политический деятель. Советский борец вольного стиля, рутулец по происхождению, Заслуженный мастер спорта СССР, чемпион Всемирной универсиады 1981 года в Румынии, двукратный чемпион Европы.Серебряный призёр чемпионата Европы. Чемпион СССР и неоднократный призёр чемпионата СССР (серебро, бронза)..
Избирался главой Рутульского района Республики Дагестан. Член Общественной Палаты Республики Дагестан с 2012 года по настоящее время. В 2012 году избран в состав Общественного совета при Министерстве сельского хозяйства и продовольствия Республики Дагестан. С 2018 года председатель совета.

## Биография
Родился 22 ноября 1960 года в городе Буйнакск, Дагестанская АССР. В 1978 году окончил школу № 10 в Махачкале. В 1984 году окончил Дагестанскую государственную сельскохозяйственную академию. Вольной борьбой начал заниматься в 1971 году Весной 2011 года баллотировался от партии «Справедливая Россия» в Народное собрание Республики Дагестан, однако не был избран. Избран в общественную палату Республики Дагестан в 2012 году.

## Награды
- Чемпион Европы по вольной борьбе: 1990 год, (Познань, Польша  вес 90кг.(золото))[6]
- Победитель (золото) Летней Универсиады 1981 (Бухарест, Румыния) в категории до 82 кг[2]
- Чемпион СССР (1989 г.)[1]
- Серебряный призёр чемпионата Европы Афины Греция 1986г. весовая категория 82кг.
- Трёх кратный чемпион РСФСР.